# Falke (Wappentier)
Als Wappentier ist der Falke nicht so häufig in der Heraldik wie der Adler.

## Darstellung
Seine Darstellung im Wappen erfolgt bisweilen so, dass ihm eine geschmückte Kappe aufgesetzt wird. Hier können es Federn oder Schellen sein. Um den Hals trägt er oft ein kleines Glöckchen. An beiden Fängen werden auch Schellen angebracht. Gegenüber dem Adler ist die Größe des Falken im Wappenschild auch angemessen kleiner.
Die Farbgebung wird wie bei den anderen Wappentieren sinngemäß ausgeführt. Der Falke kann als aufliegend, aufsitzend oder der realen Form sehr ähnlich im Wappen sein. Ob es sich um einen Falken handelt, ist der Wappenbeschreibung (Blasonierung) zu entnehmen. Die Eindeutigkeit ist nicht immer sicher feststellbar.

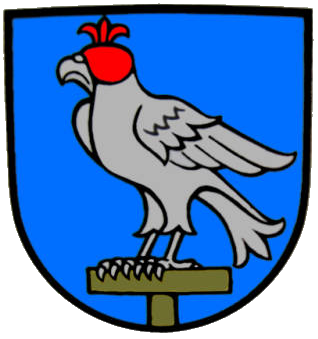
Jagdfalke mit Haube Falkau
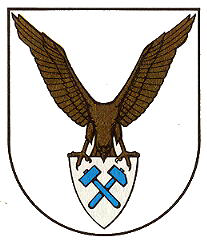
Falke, auffliegend Falkenstein/Vogtl. bis 1990
ebenso in Laer
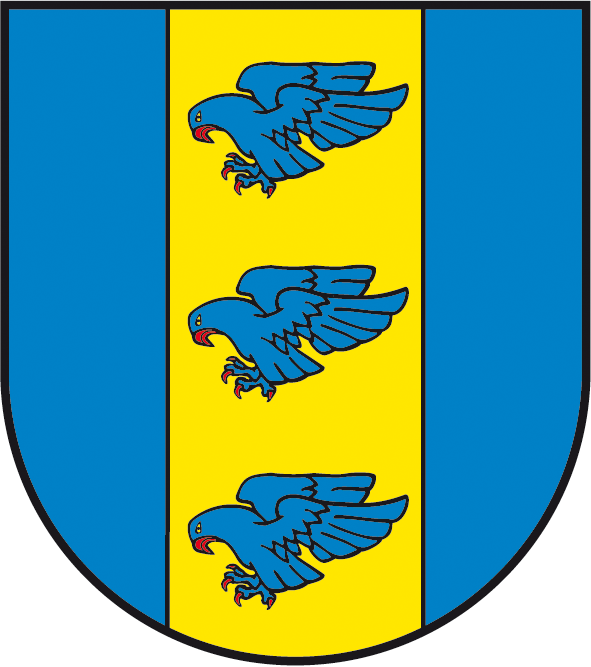
pfahlweise drei sinkende rot bewehrte blaue Falken Kötschlitz
flugbereit in Oberaudorf
mit gespreizten Flügeln Pfronten
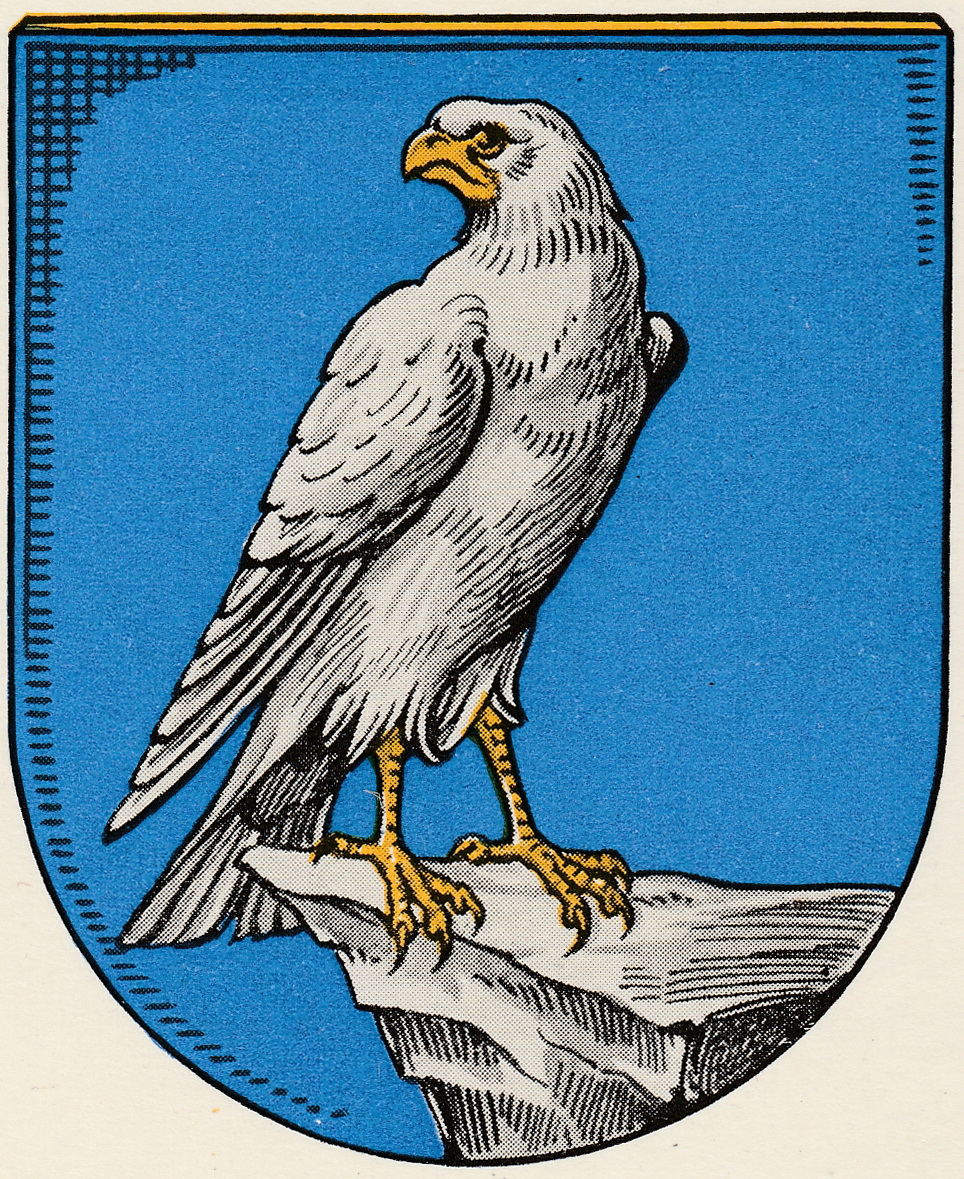
widersehend auf silberner Klippe Rott/Leinebergland
fliegend Wisch
anfliegend Tinningstedt
Frederiksberg Kommune/Dänemark – Informationen zur Blasonierung
Falkenau (Sokolov)
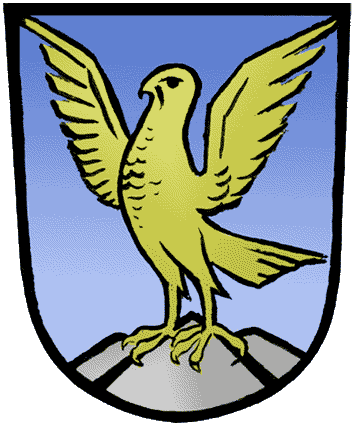
Flöha-Falkenau
Falkenberg
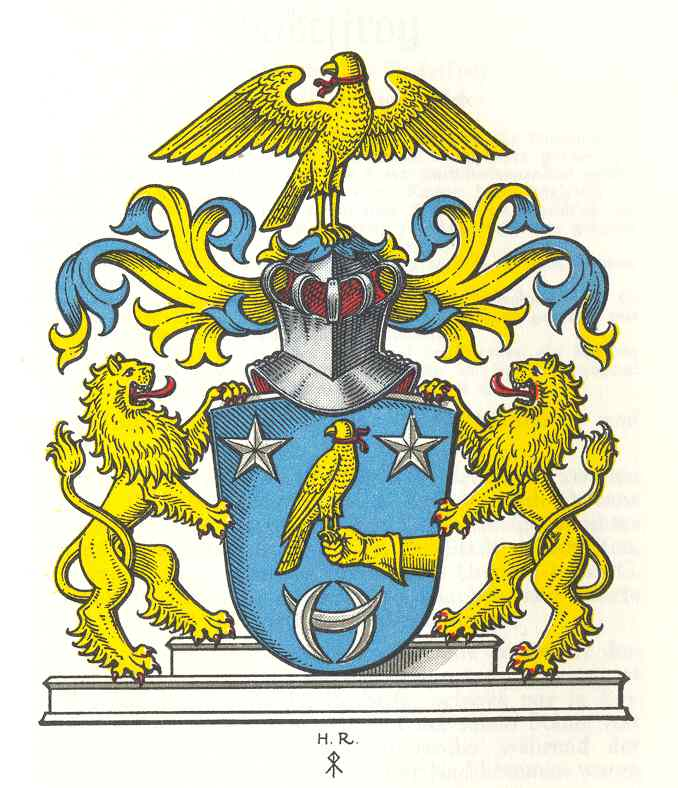
Falken in Wappenschild und Helmzier der Familie Godeffroy
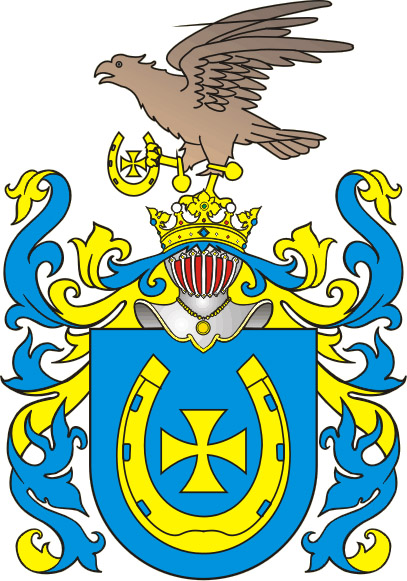
Falken in Wappenschild und Helmzier der Familie Litwicki

## Deutung
Der Falke ist, weil dienerisches, gefangenes Tier, in der mittelalterlichen Heraldik nicht beliebt.
Häufiger ist er als moderneres redendes Wappen (Falkenstein/Vogtl., Falkau, Falkenberg oder Falkenstein/Harz), oder ein direkter Bezug zu Falknerei und Beizjagd – dann können auch Utensilien wie Bellen (Schellen) und Haube allein dargestellt sein.

## Wappen mit Falken
Syrien, Kuwait, die Vereinigten Arabischen Emirate und Libyen
führen jeweils einen Quraisch-Falken in ihren Hoheitszeichen. Beim Sudan handelt es sich um einen Sekretär.
Gemeinden sind etwa Falkenstein (Oberpfalz), Falkwiller, Schotten, Markt Schwaben sowie Sokolov (Falkenau an der Eger). Denklingen zeigt im Wappen ein Weih.
Die Kampfeinheiten der deutschen Task Force Kunduz III (Ausbildungs- und Schutzbataillon II/2011), die im Jahre 2011 während der ISAF-Mission im Unruhedistrikt Char Darah in Afghanistan operierten, haben nach eigenen Angaben den Falken als ihr Wappentier gewählt, um durch das stolze Tier den Respekt vor der afghanischen Bevölkerung zu bekunden.

## Falke als Wappenschild

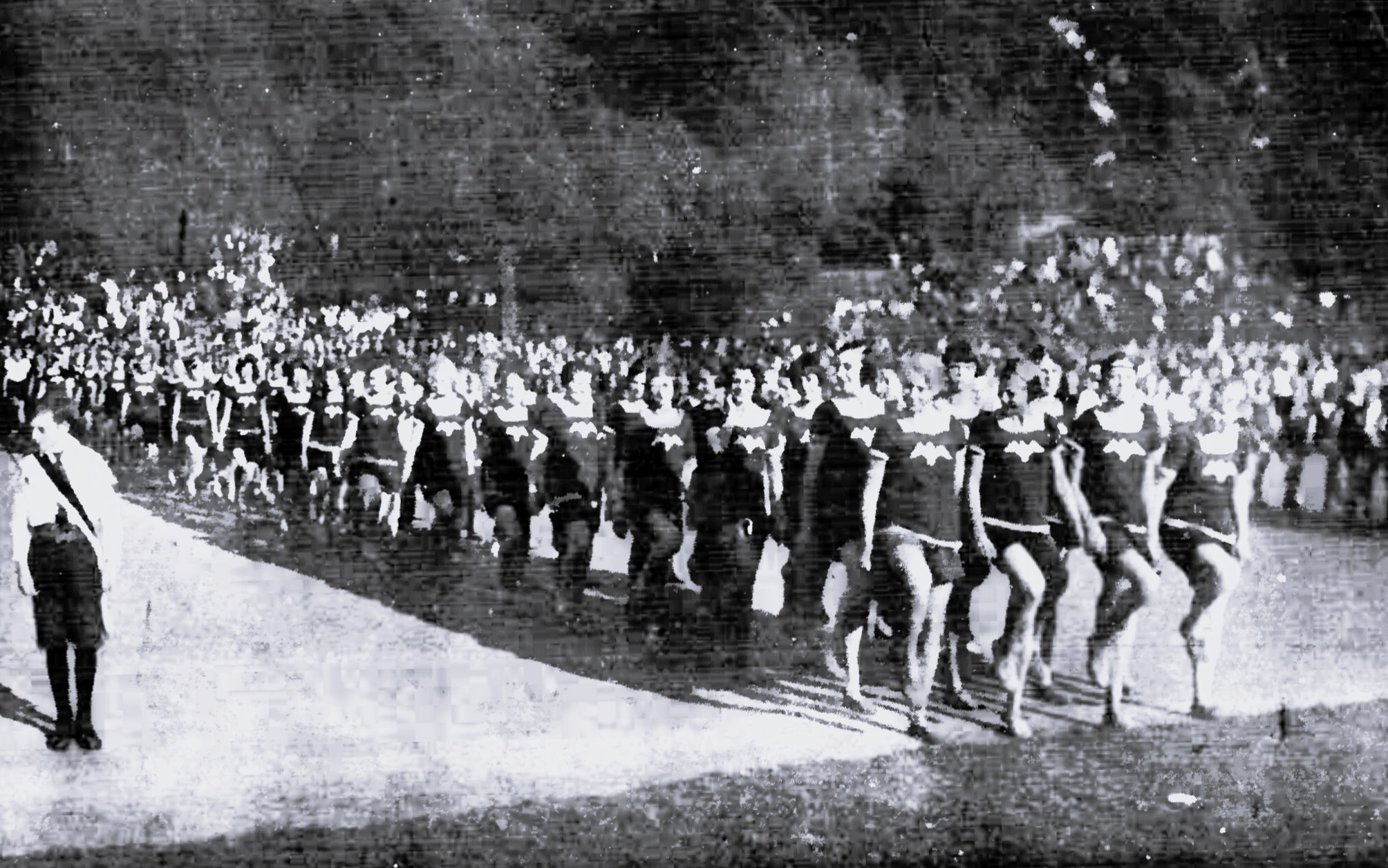
Aufmarsch der Abteilung des „Lyzeums am Falkenplatz“ (1925) zu den Freiübungen bei den Kampfspielen auf dem Buniamshof

Eine Besonderheit in der Heraldik ist die Darstellung eines Falken als Wappenschild. Hierbei bildet der Falke durch die hochgebogenen Schwingen ein Schildrand und ersetzt das sonst übliche heraldische Wappenschild. Beispiel ist das Wappen von Kuwait.

## Falke als Namensgeber von Orden
Der Falke war für einen fünfklassigen Hausorden Orden zum Weißen Falken im Großherzogtum Sachsen-Weimar-Eisenach namensgebend.